# Mounted Police Charge
 (juillet 2025).
Pour plus de détails, voir Fiche technique et Distribution.
Mounted Police Charge est un film américain muet et en noir et blanc sorti en 1896.

## Fiche technique
- Réalisation : James H. White
- Lieu de tournage : New York
- Durée : 1 minute